# Botryosphaeria sarmentorum
Botryosphaeria sarmentorum är en svampart som beskrevs av A.J.L. Phillips, A. Alves & J. Luque 2005. Botryosphaeria sarmentorum ingår i släktet Botryosphaeria och familjen Botryosphaeriaceae.   Inga underarter finns listade i Catalogue of Life.